# IC 1520
IC 1520 је спирална галаксија у сазвјежђу Кит која се налази на листи објеката дубоког неба у Индекс каталогу.
Деклинација објекта је - 14° 2' 20" а ректасцензија 23h 57m 54,5s. Привидна величина (магнитуда) објекта IC 1520 износи 13,8 а фотографска магнитуда 14,5. IC 1520 је још познат и под ознакама MCG -2-1-7, ARP 50, VV 25, PGC 73057.